# Camera dei popoli della Bosnia ed Erzegovina
La Camera dei popoli della Bosnia Erzegovina (in bosniaco/croato:  Dom naroda Bosne i Hercegovine; in serbo:  Дом народа Босне и Херцеговине) è una delle due camere (quella alta) dell'Assemblea parlamentare della Bosnia ed Erzegovina (l'altra è la Camera dei rappresentanti).
La Camera dei popoli conta 15 membri equamente distribuiti tra i tre popoli costitutivi della Bosnia ed Erzegovina: 5 bosgnacchi, 5 serbi e 5 croati. I membri sono nominati dai Parlamenti delle repubbliche costituenti (Parlamento della Federazione di Bosnia ed Erzegovina e Assemblea nazionale della Repubblica Serba di Bosnia ed Erzegovina). Il loro compito è di assicurare il fatto che non venga approvata alcuna legge senza approvazione di tutti i tre i gruppi. Questo accordo non democratico è molto impopolare in Bosnia, specialmente tra i bosgnacchi, ma il cambiamento del sistema dovrebbe paradossalmente essere approvato dalla Camera stessa.
Il dettato costituzionale sulla composizione esclude la parte dei cittadini bosniaci ed erzegovesi che non appartengono ai tre popoli costitutivi ed è stato dunque oggetto di una sentenza della Corte europea dei diritti dell'uomo (caso Sejdić e Finci v. Bosnia ed Erzegovina) del 2009 che impone le necessarie modifiche costituzionali per garantire l'uguaglianza di tutti i cittadini e la non discriminazione legata all'appartenenza a una particolare nazionalità nella rappresentanza parlamentare. Tali modifiche non sono mai state adottate per mancanza di accordi tra i partiti politici bosniaci.